# Euroregija
Euroregija označava prekograničnu suradnju barem dvije susjedne regije u zemaljama Europske unije. Cilj takvih udruživanja je promicanje i provedba zajedničkih projekata na kulturnim, društvenim, gospodarskim i infrastrukturnim razininama. Euroregije nemaju zakonodavnu nadležnost. Radi se o dobrovoljnim udruženju općina ili više teritorijalnih jedinica.
Trenutno postoji 200-tinjak „euroregija“ na području koje obuhvaća EU i države koje graniče s njom. 